# Национальный банк Республики Башкортостан
Национа́льный банк Республики Башкортостан (баш. Башҡортостан Республикаһының милли банкы) — банк в Башкортостане. С 17 сентября 2014 года носит название Национальный банк по Республике Башкортостан Уральского главного управления Центрального банка Российской Федерации.

## Функции
Отделение — Национальный банк по Республике Башкортостан является территориальным подразделением Банка России.
Основными функциями являются обеспечение стабильности и развитие национальной платежной системы; организацию наличного денежного обращения; участие в проведении единой государственной денежно-кредитной политики; надзор за деятельностью кредитных организаций и банковских групп, их финансовое оздоровление и ликвидацию; контроль за противодействием легализации доходов, полученных преступным путём, и финансированию терроризма; валютный контроль; деятельность в области принятия решения о возможности государственной регистрации выпусков ценных бумаг.
У отделения с 2014 года появились и новые функции, связанные с тем, что Банк России теперь является интегрированным финансовым регулятором (мегарегулятором).

## История
1865 год оказался для края знаменательным двумя историческими событиями, сыгравшими свою роль в его становлении и экономическом развитии. В этом году Указом Императора Александра II от 17 мая 1865 года из Оренбургской губернии были образованы две губернии — Уфимская и Оренбургская.
14 (26) сентября 1865 года начало свою деятельность Уфимское отделение Государственного банка, о чем было отмечено в Сенатском указе от 13 октября того же года. Оно принимало денежные вклады на хранение и на текущий счет; делало переводы от 200 руб. по билетам и телеграфу в города, где есть конторы или отделения Государственного банка; давало частным лицам и предприятиям кратковременные ссуды (до девяти месяцев) под проценты или залог процентных бумаг, драгоценных металлов и товаров; осуществляло учет векселей и других срочных правительственных и общественных процентных бумаг; приобретало и продавало золото и серебро, кредитные билеты; разменивало кредитные билеты; реализовывало выкупные операции; хранило свободные суммы губернского и уездного казначейств; покупало и продавало банковские билеты и другие процентные бумаги; за счет доверителей выдавало депозитные бумаги. Операционный день длился с 10 до 14-15 часов дня.
Первым Управляющим Уфимским отделением Государственного банка был статский советник П. И. Маслов, контролером — статский советник П. П. Волков, членами учетного комитета — купцы: первой гильдии — А. Ф. Мамин, второй гильдии — В. И. Нестеров, Н. Л. Пенно, С. Л. Сахаров, И. А. Гудков, Ф. Г. Лебедев, В. А. Любимов, В. В. Грен.
Позже были открыты отделения ряда коммерческих банков: Крестьянского поземельного, Сибирского торгового, Волжско-Камского, Русско-Азиатского, Петербургского международного коммерческого, Русского для внешней торговли, Азовско-Донского коммерческого и Русского торгово-промышленного и других. В конце 19 — начале 20 века были открыты отделения и агентства Государственного банка в каждом из шести уездов Уфимской губернии. В 1864 году Министерство финансов выпустило циркуляр об открытии сберегательных учреждений при всех конторах и отделениях Государственного банка. 21 декабря 1885 года при Уфимском отделении Государственного банка открывается ссудо-сберегательная касса. Она работала только по понедельникам и четвергам. За было принято вкладов на сумму 16 859 руб. 24 коп., выдано за эти семь лет — 20 313 руб. 20 коп.
Первоначально Уфимское отделение Государственного банка размещалось в доме уфимского купца первой гильдии Ф. Е. Чижова. Дом этот располагался по ул. Казанская (в настоящее время в нем располагается Педагогический колледж). В 1899 году на ул. Соборная, 3 (ныне — ул. Театральная, 3) было построено двухэтажное здание, которое в нынешнем реконструированном виде составляет часть архитектурного ансамбля Национального банка Республики Башкортостан.
Отделение банка с каждым годом увеличивало оборотный капитал, росли его доходы. Так, если за 1866 году полученные проценты составили 6 931 руб. 14 коп., то через пять лет, то есть за 1871 г., — 15 790 руб. 84 коп., или увеличились в 2,3 раза. По итогам 1896 г. чистая прибыль составила 81 153 руб. 36 коп.
В 1900 году в Уфимском отделении был образован специальный отдел — хлебный, призванный кредитовать строительство элеваторов и зернохранилищ, которые размещались на железнодорожных станциях и пристанях: в Уфе, Белебее, Раевке, Давлеканове, Чишмах, Бугульме, Набережных Челнах.
К сожалению, в фондах местных архивов Республики Башкортостан документы Уфимского отделения Государственного банка до революции 1917 года и первых лет Советской власти практически не сохранились, так как в ходе отступления армии Колчака и мятежного чехословацкого корпуса банковские учреждения в Уфе и других городах республики были разграблены, ценности и банковские документы полностью вывезены и утеряны. Однако удалось установить, что в период гражданской войны, когда власть стремительно менялась, Уфимское отделение Народного банка (в те годы банк назывался уже так) пережило не одну эвакуацию, спасая государственные деньги и ценности: на пароходе «Норд» по реке Белой; в Полевом отделении; на подводах в сторону Самары.
Интересен факт эмиссии суррогатных денежных средств в Уфе. Осенью 1918 года армия КОМУЧа потерпела ряд крупных поражений и была вынуждена отступать. Таким образом, Комитет оказался в Уфе. Финансовое положение КОМУЧа было тяжелым — денежных знаков катастрофически не хватало. В итоге Комитет пошел по весьма распространенному в те годы пути — он приступил к печатанию «своих» денег, получивших потом название «уфимок».
«Уфимки» были напечатаны на бланках вексельной бумаги в 25, 50, 100, 250, 500, 1000, 5 000 рублей, номинал вексельной бумаги был замазан черной краской, а рядом штемпелем был нанесен новый номинал. С осени 1918 года по осень 1919 года на денежном рынке Уфы совершенно исчезли «царские» деньги, редко встречались «керенки», «уфимки» были в почете. Но за пределами Уфы эти суррогаты деньгами не признавались.
После Октябрьской революции были образованы новые органы государственной власти и управления, в том числе Народный комиссариат финансов Башкирии. В связи с упразднением в январе 1920 года Народного банка РСФСР в здании Уфимского отделения банка разместился Башнаркомфин.
В октябре 1921 года в связи с переходом страны на Новую экономическую политику был учрежден Государственный банк РСФСР. Все кредитные операции были сосредоточены в банке и его отделениях. Уже в то время, в обстановке хозяйственной разрухи, дефицита госбюджета, обесцененных денег Уфимское отделение и его агентства проводили интенсивную работу по изысканию ресурсов для кредитования, развитию переводных операций, чекового оборота, взаимных расчетов, основанных на зачетах, по привлечению денежных средств на счета и вклады.
Перед Великой Отечественной войной Башконтора Госбанка СССР проводила большую работу по повышению уровня кредитного и кассового планирования, укреплению платежной дисциплины в хозяйстве, развитию новых видов расчетных операций, совершенствованию системы межфилиальных оборотов.
В 1930-е годы в стране была осуществлена кредитная реформа. Произошла замена коммерческого кредитования банковским, вексельное обращение было ликвидировано. Кредитная реформа поставила процессы кредитования в строгое соответствие с выполнением государственных хозяйственных планов. Наибольшая кредитная поддержка оказывалась отраслям государственной промышленности, что было связано с ускоренным проведением политики индустриализации страны.
Наркомфин Башкирии значительно увеличил количество сберкасс, причем, сберегательные учреждения открывались в основном, на селе. Расширился круг услуг, оказываемых сберкассами. Они осуществляли прием и выдачу вкладов, налогов и взносов по государственному страхованию, принимали квартплату, выдавали и оплачивали аккредитивы, продавали и оплачивали облигации госзаймов, выплачивали выигрыши по лотереям Осоавиахима, Автодора, персональные пенсии, денежные суммы по орденам и медалям СССР, вели текущие счета и кассовое обслуживание определенного круга организаций, продавали марки для уплаты взносов соцстраха, профсоюзные и гербовые, покупали монеты дореволюционной чеканки, иностранную валюту, инкассировали партийные, профсоюзные, комсомольские и другие членские взносы.
В годы Великой Отечественной войны финансовая и кредитная политика полностью была подчинена интересам обеспечения фронта и тыла денежными ресурсами. Башкирская республиканская контора Госбанка СССР привлекала денежные ресурсы для нужд фронта, пополнения касс воинских частей и формирования фондов полевых учреждений, обеспечивала бесперебойное кредитование хозяйства республики, работавшего на военные нужды, осуществляла расчеты между организациями (а в республику было эвакуировано свыше ста промышленных предприятий), вела обязательную подписку на военные займы, переводила добровольные денежные взносы граждан в фонд обороны.
В сложившейся обстановке требовалось пополнять ряды Красной Армии. За первые сорок дней войны из Башкирской конторы на фронт были мобилизованы 21 сотрудник, из отделений — 63. Всего за годы войны были мобилизованы 400 работников. Сегодня Национальный банк и расчетно-кассовые центры Республики Башкортостан имеют возможность чествовать 24 ветеранов-участников Великой Отечественной войны. В музейно-экспозиционном фонде Национального банка хранится книга воспоминаний участников Великой Отечественной, где содержатся рассказы о буднях и подвигах военных лет.
В послевоенные годы отделения Государственного банка СССР максимально способствовали восстановлению и развитию народного хозяйства, продолжали заниматься кредитованием, выдачей ссуд предприятиям и организациям, осуществляя краткосрочное кредитование и расчеты, аккумуляцию денежных средств и кассовое исполнение бюджета. После отмены карточной системы снабжения населения и проведения денежной реформы деньги стали основной формой трудовых сбережений населения. Об этом свидетельствовал непрерывный рост стабильных остатков вкладов населения в сберкассах. Устойчивый советский рубль стал одним из важных инструментов государства, при помощи которого был осуществлен мощный подъем хозяйства. В Башконтору возглавлял один из самых видных деятелей экономики республики Курмаев Ахтям Нуриевич, со дня рождения которого отмечалось в 2006 году. За годы своей работы он успешно направлял работу конторы и отделений Госбанка СССР в городах и районах, способствовал быстрейшему восстановлению и дальнейшему развитию промышленности, строительства, транспорта, сельского хозяйства, отраслей социальной сферы республики. Требовалось финансовое обеспечение активно развивающейся экономике Башкортостана, который становился крупным районом топливной промышленности, металлургии, машиностроения, химической промышленности.
В 1959 году банковская система республики подверглась очередной реорганизации. Все филиалы банков, кроме Башкирских контор Промбанка СССР и Госбанка СССР, были ликвидированы.
В 1961 году в стране состоялась денежная реформа. Около 1600 человек, работающих в различных предприятиях и организациях республики, участвовали в обмене. Торговые организации и учреждения Госбанка СССР активно внедряли в оборот новые деньги с тем, чтобы постоянно изымать из оборота старые.
С 1970 по 1982 Башконторой руководил Боговазов Рафаил Гатович. При нем была значительно улучшена материально-техническая база отделений Госбанка СССР, необходимо было поднимать роль банка в республике с «главной кассы» до экономического центра.
Эстафету по руководству Башконторой Госбанка принял Даминев Камиль Нигматович, управляющий Башконторой Госбанка СССР — начальник Башкирского республиканского управления Госбанка СССР. В 1983-89 работники Башкирской конторы проводили большую работу по расширению кредитных связей с предприятиями, организациями городов и районов республики, добивались правильного и эффективного использования хозяйствами кредитов и проводили работу по оказанию практической помощи по налаживанию экономической работы в колхозах, совхозах и других районных и городских предприятиях. В этот период обновилась и укрепилась материальная база банковской сети, вводились служебные помещения. Вместе с тем, и работа, и методики башкирской республиканской конторы выделялись среди других контор Госбанка СССР, их стали изучать и внедрять в территориальных учреждениях. Работа проводилась под девизами «Банк для народного хозяйства», «За высокое эстетическое оформление служебных зданий и за высокую культуру обслуживания клиентов». В результате проведенные за эти годы комплексные меры по улучшению условий труда и быта, а также работа с кадрами, позволили конторе и многим подведомственным учреждениям Госбанка СССР поднять культуру труда, сознательность их членов.
В конце 1980-х годов прошлого века в стране начался переход от старой государственной банковской системы к адекватной новым экономическим условиям двухуровневой банковской системе. На территории Республики Башкортостан начали создаваться коммерческие банки. В процессе становления рыночных отношений менялись сферы вложения банками средств, развивались новые формы банковских услуг и обслуживания.
В 1991 году Главное управление Государственного банка РСФСР по Башкирской ССР было преобразовано в Главное управление Центрального банка РСФСР по Башкирской ССР, в 1992 году — в Национальный банк Республики Башкортостан Центрального банка Российской Федерации. Первым председателем Национального банка Республики Башкортостан был Каримов Мударис Расулович, который осуществлял руководство с 1990 года.
Начало активной деятельности банков в республике приходится на 1993-94 годы — период, когда в результате активного роста максимальное количество банков составило 37 единиц. В этот период, вплоть до 1996 года, Национальный банк Республики Башкортостан совместно с Правительством Республики Башкортостан проводили целенаправленную политику, позволяющую укрепить республиканские банки и обеспечить их конкурентоспособность на российском и международном рынке.
Одним из наиболее значительных шагов в направлении создания условий для развития банковской системы в этот период стало принятие решения о переходе на электронную систему платежей, исключающую использование бумажных технологий обработки расчетных документов.
В 90-е годы приоритеты развития банковского сектора определялись в основных направлениях денежно-кредитной политики на территории Республики Башкортостан, утверждаемых ежегодно. Итогом их выполнения стало формирование функционирующего по рыночным принципам банковского сектора, и законодательное закрепление новых условий его взаимодействия с реальным сектором экономики. Так, активную деятельность осуществляли Башкредитбанк (ныне УРАЛСИБ), Социнвестбанк, Агропромбанк, Башпромбанк и другие республиканские банки, первоочередной функцией которых являлась поддержка приоритетных отраслей экономики республики (обрабатывающие производства, сельское хозяйство, и другие).
В 1997—1998 годах была разработана и утверждена программа развития системы безналичных платежей в Республике Башкортостан с применением пластиковых карт, в её рамках Башкредитбанк создана платежная система «БашКард», трансформированная позднее в платежную систему «ACCORD». Это позволило обеспечить своевременную выплату заработной платы, пенсий, расширить безналичный оборот и снизить количество наличных денег в обращении.
С 2000 года начался новый этап развития республиканской банковской системы, целью которого стало укрепление устойчивости банков и увеличение их роли в экономическом развитии республики.

## Структура
В структуру Национального банка Республики Башкортостан входят:
- управление банковского надзора и санирования,
- управление инспектирования кредитных организаций,
- управление платежных систем и эмиссионно-кассовых операций,
- экономическое управление,
- отдел валютного регулирования и валютного контроля,
- управление безопасности и защиты информации,
- управление делами, управление организации бухгалтерского учёта и отчетности,
- региональный центр информатизации.

## Председатели
П. И. Маслов — 1865 г.
1970—1982 — Боговазов Рафаил Гатович
1983—1989 — Даминев Камиль Нигматович
1992—2001 — Сагитдинов Мухамет Шамсутдинович
2000—2013 — Марданов Рустэм Хабибович
2013—… — Кашапов Марат Данилович